# Miconia laevigata
Miconia laevigata är en tvåhjärtbladig växtart som först beskrevs av Carl von Linné, och fick sitt nu gällande namn av Augustin Pyrame de Candolle. Miconia laevigata ingår i släktet Miconia och familjen Melastomataceae. Inga underarter finns listade i Catalogue of Life.